# Симеон Мантуанский
Симеон Мантуанский (Симеон Армянин, англ. Simeon of Mantua, итал. Simeone di Polirone, 953, Армения  —  26 июля 1016, Аббатство Полироне, Мантуя, Италия)  — армянский анахорет, святой Католической церкви. Проповедовал в Испании, Франции и Италии, прославился как чудотворец и великий подвижник. День памяти 26 июля.

## Биография
Родился в византийской Армении в 953 году в семье военачальника. В молодом возрасте принял монашеский постриг и некоторое время спустя стал отшельником. Впоследствии Симеон, покинув Армению, много странствовал. В поисках главных христианских святынь он посетил храмы Иерусалима и иные места Святой Земли.
Затем переехал в Рим. Там его обвинили в ереси, но Папа Бенедикт VII, распорядившийся проверить его учение, объявил его ортодоксальным. Святой некоторое время путешествовал по Италии, совершил паломничество в святилища Сантьяго-де-Компостела и Сан-Мартин-де-Тур и вернулся в Ломбардию. К тому времени он уже был очень известен своей благотворительностью и чудесами. Жители Мантуи были поражены, увидев святого Симеона, тихо играющего со львом в цирке. В конце концов святой поступил в бенедиктинский монастырь Падилироне Клуниакской реформы, где и провёл остаток своей жизни. Чудеса, приписываемые святому Симеону, привлекли внимание Святого Престола, и Папа Бенедикт VIII официально одобрил его почитание. Уже в 1024 году Симеон был канонизирован и признан святым Римской Церкви.
Везде толпы народа окружали этого неслыханного аскета, на своём ослике странствовавшего по Италии. Весть о творимых им чудесах неслась перед ним, пилигримы примыкали к нему. Симеон был также во Франции, молился у тела апостола Иакова в Испании, был и в Англии.

### Изображение
На маэсте Амброджо Лоренцетти в «San Pietro all'Orto» в Масса-Мариттима изображён армянский бенедиктинский святой Симеон Мантуанский, стоящий справа от Богородицы.